# Dov Ben Me'ir
Dov Ben Me'ir, hebrejsky דב בן-מאיר‎‎ (11. srpna 1927 Ciechocinek – 21. března 2020) byl izraelský politik a bývalý poslanec Knesetu za stranu Ma'arach.

## Biografie
Narodil se ve městě Ciechocinek v Polsku. V roce 1935 přesídlil do Izraele. Vystudoval zemědělskou střední školu v Pardes Chana a ekonomii a politologii na Hebrejské univerzitě.

## Politická dráha
V letech 1946–1954 byl aktivní v hnutí ha-Tnu'a ha-me'uchedet (התנועה המאוחדת) a byl členem jeho celostátního vedení. Patří mezi zakladatele kibucu Ma'ajan Baruch z let 1947–1953. V letech 1954–1962 pracoval jako ředitele publikační služby při úřadu premiéra. V letech 1962–1967 založil a vedl Izraelskou asociaci pro rakovinu. V letech 1970–1976 předsedal Straně práce v regionu Tel Avivu. Stal se rovněž předsedou odborové centrály Histadrut v Tel Avivu a členem celostátního vedení. V letech 1983–1989 byl prvním místostarostou Tel Avivu a předsedou odboru dopravy, městských podniků a odboru pro pojmenovávání a připomínky. V letech 1989–1990 sloužil coby poradce premiéra Šimona Perese pro otázky podpory ekonomických styků z německy mluvícími zeměmi. Od roku 1990 pak byl nezávislým poradcem pro německé podnikatelské kruhy se zájmem o podnikání v regionu. Přednášel na škole v Bejt Berl a na Technionu. Napsal několik propagačních a historických knih.
V izraelském parlamentu zasedl poprvé po volbách v roce 1981, do nichž šel za stranu Ma'arach. Stal se členem výboru pro záležitosti vnitra a životního prostředí a výboru práce a sociálních věcí. Opětovně byl za Ma'arach zvolen ve volbách v roce 1984. Nastoupil jako člen do parlamentního výboru pro imigraci a absorpci a výboru pro záležitosti vnitra a životního prostředí. Zároveň byl místopředsedou Knesetu. Ve volbách v roce 1988 mandát neobhájil.